# Đảng Dân chủ Xã hội Ba Lan của Galicia
Đảng Dân chủ Xã hội Ba Lan của Galicia (tiếng Ba Lan: Polska Partia Socjalno-Demokratyczna Galicji) là một đảng chính trị ở Galicia. Đảng được thành lập vào năm 1890 với tư cách là tổ chức lãnh thổ Galicia của Đảng Công nhân Dân chủ Xã hội của Áo. Năm 1892, nó lấy tên là Đảng Dân chủ Xã hội của Galicia (Galicyjska Partia Socjaldemokratyczna hoặc Socjaldemokratyczna Partia Galicji). Sau cuộc chia rẽ năm 1899, dẫn đến việc thành lập Đảng Dân chủ Xã hội Ukraine, từ 'Ba Lan' đã được thêm vào tên đảng.  Nó còn được gọi là Đảng Dân chủ Xã hội Ba Lan của Galicia và Cieszyn Silesia (Polska Partia Socjalno-Demokratyczna Galicji i Śląska Cieszyńskiego). Từ năm 1904, tổ chức này hợp tác chặt chẽ với Đảng Xã hội Ba Lan, đảng này được hợp nhất vào năm 1919.